# Xhaferr Spahiu
Xhaferr Spahiu (ur. 5 czerwca 1923 w Djakowicy, zm. 19 maja 1999 w Tiranie) – albański działacz komunistyczny, minister przemysłu w latach 1962–1966 w rządzie Mehmeta Shehu, wicepremier Albanii w latach 1974–1976.

## Życiorys
Pochodził z zamożnej rodziny kupieckiej, do 1930 mieszkał w Królestwie SHS (od 1929 Jugosławii). W 1931 przeniósł się wraz z rodziną do Albanii i w 1943 ukończył liceum w Tiranie. W tym samym roku związał się z Komunistyczną Partią Albanii. W latach 1944–1945 pełnił funkcję członka komitetu okręgowego partii w Tiranie. W 1946 trafił do ministerstwa gospodarki, gdzie objął stanowiska dyrektora wydziału przemysłu. Po zerwaniu Albanii z Jugosławią w 1948, Spahiu był jedyną osobą w kierownictwie albańskiej partii komunistycznej, pochodzącą z Kosowa.
W latach 1947–1954 sprawował funkcję wiceministra gospodarki, a następnie wiceministra przemysłu i budownictwa. W latach 1954–1956 kierował kombinatem petrochemicznym w Qyteti Stalin (później Kuçova). Stanowisko wiceministra przemysłu i górnictwa objął w 1956, skąd po roku został skierowany na stanowisko przewodniczącego Państwowego Komitetu Geologicznego.
W latach 1958–1991 zasiadał nieprzerwanie w Zgromadzeniu Ludowym, w 1980 pełnił w nim funkcję wiceprzewodniczącego prezydium. Od 1956 był członkiem Komitetu Centralnego Albańskiej Partii Pracy. W 1958 po raz pierwszy objął stanowisko ministerialne jako minister bez teki. Od 1959 kierował ministrem przemysłu i odpowiadał za politykę intensywnej industrializacji Albanii. Po dymisji ze stanowiska ministerialnego w 1966 przeszedł do pracy w Komitecie Centralnym Albańskiej Partii Pracy. W latach 1974–1978 pełnił funkcję wicepremiera. W 1976 stanął na czele resortu przemysłu i górnictwa, którym kierował przez cztery lata. Na początku lat 90. był doradcą Ramiza Alii.
Był żonaty (żona Myrvete była siostrą Reiza Malile).